# Adelheidsdorf
Adelheidsdorf is een gemeente in de Duitse deelstaat Nedersaksen. De gemeente maakt deel uit van de Samtgemeinde Wathlingen en hoort bestuurlijk bij de Landkreis Celle. Adelheidsdorf telt 2.772 inwoners.

## Indeling, ligging, infrastructuur
Naast de hoofdplaats Adelheidsdorf behoren ook de Ortsteile Dasselsbruch, ten westen van het hoofddorp, en Großmoor, ten zuidwesten van het hoofddorp, tot de gemeente. De gemeente ligt ongeveer zeven kilometer ten zuiden van de stad Celle en circa 32 kilometer ten noordoosten van Hannover. 
De Bundesstraße 3, die deze twee steden met elkaar verbindt, liep aanvankelijk in noord-zuidrichting dwars door de dorpskern van Adelheidsdorf heen, maar is sinds 2009 heraangelegd en oostelijk om het dorp heen geleid. 
Het dorp wordt aan de westkant begrensd door de spoorlijn Lehrte - Celle, maar heeft geen station. Het dorp is per streekbus bereikbaar vanaf Station Celle.
Zie verder Samtgemeinde Wathlingen.

## Geschiedenis
Adelheidsdorf is in het begin van de 19e eeuw gesticht als veenkolonie. Het is in 1831 genoemd naar Adelheid van Saksen-Meiningen, koningin van Engeland en het Koninkrijk Hannover, waar de streek van 1815 tot 1866 deel van uitmaakte. Het dorp was tot na 1900 berucht om zijn grote armoede.
Van 1945 tot aan haar faillissement in 2009 was hier het hoofdkantoor en één fabriek van de grote, tot wel tweeduizend personeelsleden tellende, onderneming Stankiewicz gevestigd. Deze had ook een vestiging te Grobbendonk, België, en produceerde en verhandelde auto-onderdelen. 

## Economie
Adelheidsdorf wordt omgeven door bedrijventerreinen, gelegen aan de B 3 en/of de spoorlijn. Aan de noordkant van het dorp ligt ook één van de grootste industrieterreinen van de stad Celle.
Bij één van deze bedrijventerreinen ligt een 32 hectare grote manege, die een trainings- en keuringscentrum voor jonge, voor met name de paardensport op topniveau bestemde, hengsten herbergt voor het prestigieuze Niedersächsische Landgestüt Celle te Celle-stad. De instelling, die beheerd wordt door de deelstaat Nedersaksen, draagt de officiële naam Hengstprüfungsanstalt Adelheidsdorf.
Een ander bedrijventerrein huisvest Auria Solutions, een filiaal van een groot, te Southfield, Michigan, Verenigde Staten zetelend concern, dat audio-apparatuur voor in auto's produceert en verhandelt. Dit is de grootste onderneming in de Samtgemeinde Wathlingen.
De gemeente bezit geen bijzondere bezienswaardigheden. Het toerisme is er dus van geen belang.
- Gemeinsame Normdatei: 7738984-0
- Virtual International Authority File: 248794647

Adelheidsdorf ·
Ahnsbeck ·
Beedenbostel ·
Bergen ·
Bröckel ·
Celle ·
Eicklingen ·
Eldingen ·
Eschede ·
Faßberg ·
Hambühren ·
Hohne ·
Lachendorf ·
Langlingen ·
Lohheide (gemeentevrij gebied) ·
Nienhagen ·
Südheide ·
Wathlingen ·
Wienhausen ·
Wietze ·
Winsen (Aller)